# Bella d'estate (programma televisivo)
Bella d'estate è stato un programma televisivo italiano, trasmesso in nove puntate su Rai 2 nella prima serata della domenica nell'estate del 1987 con la conduzione di Ramona Dell'Abate. La prima puntata è stata trasmessa il 12 luglio.

## La trasmissione
In ogni puntata si sfidavano cinque cantanti (Fabio De Rossi, Katia Svizzero, Clara Murtas, Tiziana Rivale e Josette Martial) che interpretavano cinque canzoni scelte dal repertorio musicale italiano e internazionale. Queste cover erano altresì accoppiate ad altrettante modelle, cinque ogni settimana, provenienti da ogni parte d'Italia che accompagnavano l'esibizione dei solisti in alcuni videoclip, realizzati dal regista Raul Morales, indossando capi realizzati da stilisti.
A condurre il programma c'era Ramona Dell'Abate con Patrizia Caselli che si occupava di un gioco con i telespettatori. Gli spazi comici erano affidati a Walter Chiari, a Giorgio Ariani e ad un trio di cabarettisti, La Trappola, composto da Giampaolo Fabrizio, Silvia Nebbia e Carlo Conversi. Fra gli ospiti fissi, Don Lurio e Bertice Reading.
Vinse la canzone di Billy Joel Just the Way You Are, interpretata da Josette Martial, cantante del Madagascar.